# Liste der Baudenkmäler in Frontenhausen
Auf dieser Seite sind die Baudenkmäler in dem niederbayerischen Markt Frontenhausen zusammengestellt. Diese Tabelle ist eine Teilliste der Liste der Baudenkmäler in Bayern. Grundlage ist die Bayerische Denkmalliste, die auf Basis des Bayerischen Denkmalschutzgesetzes vom 1. Oktober 1973 erstmals erstellt wurde und seither durch das Bayerische Landesamt für Denkmalpflege geführt wird. Die folgenden Angaben ersetzen nicht die rechtsverbindliche Auskunft der Denkmalschutzbehörde.

## Ensembles

### Ensemble Herbergenviertel
Das sozialgeschichtlich bedeutende Herbergenviertel entlang von Eggerstraße und Dingolfinger Straße liegt außerhalb des alten Marktortes und seiner ehemaligen Befestigung in der Niederung der Vils, in einem Bereich, wo ein alter namengebender Edelsitz der Eckher noch im 18. Jahrhundert existiert hatte. Hier wohnten vornehmlich Tagelöhner aber auch Handwerker, die in der Landwirtschaft wie im Marktort ihre Arbeit gefunden haben. Die unregelmäßig gruppierten Wohngebäude drängen sich im Westen dicht aneinander, nach Osten zu stehen sie aufgelockert. Die meist zweigeschossigen Häuser mit Flachsatteldächern dürften hauptsächlich von Ende 18. Jahrhundert / Anfang 19. Jahrhundert stammen. Vielfach lassen sie noch ihre Blockbauweise erkennen und dokumentieren so den für den Ort ursprünglichen Holzbau. Als typische Herbergen handelt es sich um Doppelhäuser. Bei den überwiegend horizontal besitzgeteilten Gebäuden bildet eine Außentreppe mit dem Schrot den Zugang zur oberen Wohneinheit und spiegelt somit besonders deutlich die rechtliche Situation. Dieser Siedlungstyp mit heute weitgehend verputzten Häusern, die jedoch noch viel Blockbausubstanz aufweisen, dürfte verbreitet gewesen sein, worauf auch die fast verlorenen Münchner Herbergenviertel verweisen. Er ist jedoch andernorts kaum mehr erhalten. Dadurch gehört das Herbergenviertel von Frontenhausen zu den herausragenden architektur- wie sozialgeschichtlich definierten historischen Wohnvierteln des Arbeiter- und Handwerkerstandes. Aktennummer: E-2-79-115-1.

### Ensemble Marienplatz

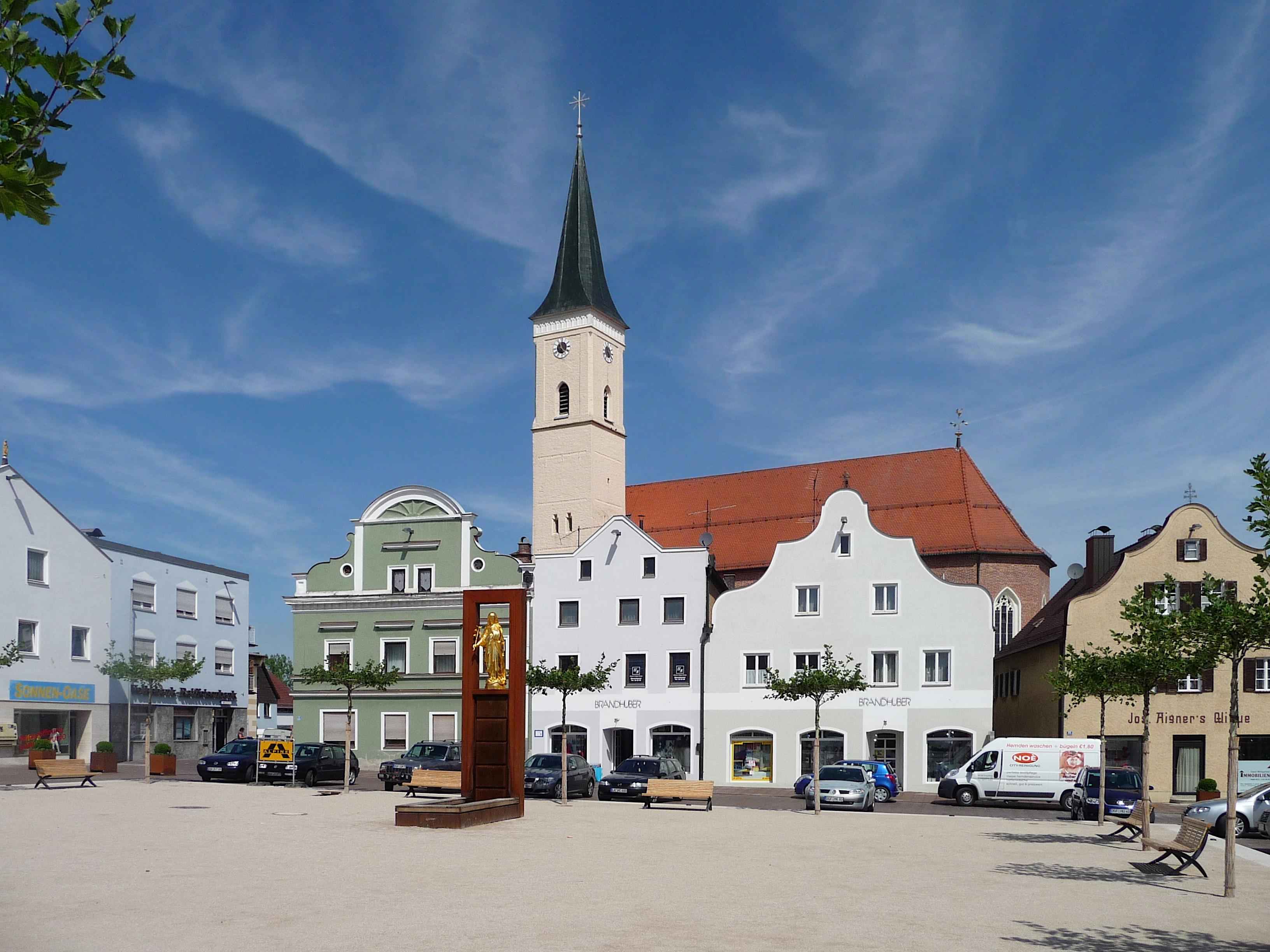

Die Geschichte der im 8./9. Jahrhundert an einem Übergang über die große Vils gegründeten Siedlung ist vornehmlich mit den Bischöfen von Regensburg als den Herzögen von Bayern verknüpft. 1226 war Frontenhausen an das Hochstift Regensburg gefallen, während die Grafschaftsrechte an die Herzöge von Bayern übergingen. Aber 1386 musste der Ort vom Bischof Johann von den Regensburgern an die Wittelsbacher verkauft werden; im selben Jahr erhielt der Ort das Marktrecht. Darauf verweist der Marienplatz als Marktplatz, der mit seinem seltenen quadratischen Grundriss Denkmal dieser Rechts- und Herrschaftsgeschichte geblieben ist. Von der zwischen 1418 und 1424 errichteten Marktbefestigung mit ehemals drei Toren, das letzte erst 1903 abgebrochen, haben sich keine das Ortsbild bestimmenden Spuren erhalten. Die Dreizahl der Tore und deren Namen verweisen auf die Verkehrslage an der rechts des Flusses verlaufenden Vilstalstraße, welche die Südtangente des Platzes bildet und eine Abzweigung nach Norden in Richtung Dingolfing entsendet, die am Nordosteck den Platz verlässt. Diese Dingolfinger Straße wie ihr Gegenstück am Nordwesteck, die Kirchgasse, hat nur eine geringe Durchlassbreite, was zur Geschlossenheit des Platzes beiträgt. Der Ort war vor allem 1536 und 1779 von Bränden heimgesucht, so dass von der ursprünglichen Holzbauweise im Markt selber nichts erhalten geblieben ist. Die bestehende Bebauung reicht teilweise noch in das 18. Jahrhundert zurück und ist meist zweigeschossig, wobei die älteren Gebäude giebelseitig zum Platz stehen. An der Westseite bilden Apotheke und Rathaus von 1737 mit ihrem gemeinsamen, traufseitigen Walmdach eine geschlossene Platzfassade aus; an der Nordseite wird die mit Schweifgiebelhäusern lebhaft gestaltete Front von der Pfarrkirche überragt. Diese Bebauung fungierte zugleich als Kirchhofbegrenzung. Die leicht erhöht dahinter liegende spätgotische Pfarrkirche gehört unübersehbar zum Platzbild. Die Verbindung von weltlichem Markt und christlicher Ortsgeschichte wird zudem durch die Mariensäule von 1874 dargestellt, die gerade auf dem Marktplatz, wenn auch in neuzeitlicher Aufstellung, an das Dogma der Unbefleckten Empfängnis von 1854 erinnert. Aktennummer: E-2-79-115-2.

## Baudenkmäler nach Ortsteilen

### Frontenhausen
| Lage                             | Objekt                                  | Beschreibung | Akten-Nr.              | Bild                                    |
| -------------------------------- | --------------------------------------- | --- | ---------------------- | --------------------------------------- |
| Bahnhofstraße 2 (Standort)       | Gasthof zur Post                        | ehemaliger Brauereigasthof, dreigeschossiger Traufseitbau mit Mansarddach und Putzgliederung in neubarocken Formen, 1905 | D-2-79-115-1 Wikidata  | Gasthof zur Post                        |
| Bahnhofstraße 6 (Standort)       | Wohn- und Geschäftshaus                 | zweigeschossiger Satteldachbau mit Schweifgiebel und Putzgliederung in Jugendstil-Formen, bezeichnet 1910 | D-2-79-115-2 Wikidata  | Wohn- und Geschäftshaus                 |
| Bahnhofstraße 12 (Standort)      | Wohnhaus                                | zweigeschossiger Satteldachbau mit Vorschussgiebel und Putzgliederung, Mitte 19. Jahrhundert | D-2-79-115-3 Wikidata  | Wohnhaus                                |
| Bahnhofstraße 79 (Standort)      | Ehemalige Direktionsvilla des Sägewerks | dreigeschossiger herrschaftlicher Walmdachbau mit Dreiecksgiebel über Mittelrisalit und reicher Putzgliederung, um 1890; zugehörig ehemaliges Maschinenhaus mit Betriebsleiter-Wohnung, zweigeschossiger Ziegelbau mit Satteldach und Fassadengliederungen, südlich vorgelagert eingeschossiger Backsteinbau mit Schlot, um 1900 | D-2-79-115-6 Wikidata  | Ehemalige Direktionsvilla des Sägewerks |
| Dingolfinger Straße 6 (Standort) | Bauernhaus                              | zweigeschossiger Walmdachbau mit neuklassizistischen Zierformen, um 1910 | D-2-79-115-8 Wikidata  | Bauernhaus                              |
| Eggergasse 29, 31 (Standort)     | Doppelhaus                              | zweigeschossiger giebelständiger Blockbau, Geländer an der Außentreppe bezeichnet 1868 | D-2-79-115-11 Wikidata | Doppelhaus                              |
| Eggergasse 38 (Standort)         | Bauernhaus                              | zweigeschossiger Satteldachbau mit teilweise offenem Blockbau-Obergeschoss und Traufschrot, im Kern 18. Jahrhundert, Wirtschaftsteil erneuert | D-2-79-115-12 Wikidata | Bauernhaus                              |
| Ellwangerstraße (Standort)       | Ehemalige Mälzerei                      | zweigeschossiger Satteldachbau mit dreigeschossigem Mittelteil, gegliederter Bau in Sichtziegelbauweise, 1893 | D-2-79-115-61 Wikidata | Ehemalige Mälzerei                      |
| Jahnstraße 32 ()                 | Wohnhaus                                | zweigeschossiger Walmdachbau mit zwei übergiebelten Seitenrisaliten, Sichtziegelfassaden mit Putzgliederung, Neurenaissance, Ende 19. Jahrhundert | D-2-79-115-76          |                                         |
| Kirchgasse 6 (Standort)          | Katholische Pfarrkirche St. Jakob       | dreischiffige Pseudobasilika, spätgotischer Backsteinbau, Ende 15. Jahrhundert, mit Bauteilen von 1370, westlicher Anbau 1536, Turm 17. /18. Jahrhundert, Spitzhelm 1864; mit Ausstattung | D-2-79-115-14 Wikidata | weitere Bilder                          |
| Klostergasse (Standort)          | Rest der Befestigungsmauer              | erstes Viertel 15. Jahrhundert | D-2-79-115-19 Wikidata | BW                                      |
| Klostergasse 14 (Standort)       | Wohnhaus                                | zweigeschossiger Giebelbau mit Schweifgiebel, wohl noch 18. Jahrhundert | D-2-79-115-17 Wikidata | Wohnhaus                                |
| Marienplatz (Standort)           | Marienfigur                             | 19. Jahrhundert; auf moderner Steinsäule | D-2-79-115-24 Wikidata | Marienfigur                             |
| Marienplatz 1 (Standort)         | Apotheke                                | zweigeschossiges Eckhaus mit Walmdach, 18. Jahrhundert; bildet eine Baueinheit mit Marienplatz 3, 5 | D-2-79-115-20 Wikidata | Apotheke                                |
| Marienplatz 3, 5 (Standort)      | Rathaus                                 | zweigeschossiger Traufseitbau mit Dreieckgiebel, 1737, Dachreitertürmchen zweite Hälfte 19. Jahrhundert; bildet eine Baueinheit mit Marienplatz 1 | D-2-79-115-21 Wikidata | Rathaus                                 |
| Marienplatz 8 (Standort)         | Wohnhaus                                | zweigeschossiger Satteldachbau mit zinnenbekrönter Vorschussmauer in neugotischen Formen, zweite Hälfte 19. Jahrhundert | D-2-79-115-22 Wikidata | Wohnhaus                                |
| Sebastianiplatz 4 (Standort)     | Kapelle St. Sebastian                   | neuromanischer Saalbau mit Dachreiter, 1857; mit Ausstattung | D-2-79-115-25 Wikidata | Kapelle St. Sebastian                   |
| Vilsbiburger Straße 1 (Standort) | Wohnhaus                                | zweigeschossiger Massivbau mit Mansardwalmdach, Zierputz, Flacherker und Loggia, gartenseitig mit Altane, um 1925 | D-2-79-115-60 Wikidata | Wohnhaus                                |

### Altenkirchen
| Lage                       | Objekt                              | Beschreibung                                                          | Akten-Nr.              | Bild                                |
| -------------------------- | ----------------------------------- | --------------------------------------------------------------------- | ---------------------- | ----------------------------------- |
| Altenkirchen 15 (Standort) | Katholische Filialkirche St. Corona | Saalkirche mit Nordturm, Spätrenaissancebau, 1622/31; mit Ausstattung | D-2-79-115-28 Wikidata | Katholische Filialkirche St. Corona |

### Bertensdorf
| Lage                      | Objekt                | Beschreibung | Akten-Nr.              | Bild |
| ------------------------- | --------------------- | --- | ---------------------- | ---- |
| Bertensdorf 8 (Standort)  | Ehemaliges Bauernhaus | Satteldachbau mit Blockbau-Obergeschoss, verbretterter Hochlaube und Traufseitlaube, bezeichnet 1834, nördlich Ständerbohlenteil, Ende 18. Jahrhundert, wieder errichtet 1970/71 | D-2-79-115-30 Wikidata | BW   |
| In Bertensdorf (Standort) | Kapelle               | Holzbau mit seitlichem Dachreiter, erbaut in Formen des Historismus, 19./20. Jahrhundert; mit Ausstattung                                                                        | D-2-79-115-29 Wikidata | BW   |

### Eiselsdorf
| Lage                    | Objekt | Beschreibung                                                    | Akten-Nr.              | Bild |
| ----------------------- | ------ | --------------------------------------------------------------- | ---------------------- | ---- |
| Eiselsdorf 7 (Standort) | Stadel | Blockbau mit Satteldach, teilweise ausgemauert, bezeichnet 1878 | D-2-79-115-32 Wikidata | BW   |

### Feldmühle
| Lage                   | Objekt   | Beschreibung | Akten-Nr.              | Bild |
| ---------------------- | -------- | --- | ---------------------- | ---- |
| Feldmühle 1 (Standort) | Wohnhaus | wohl ehemals der Feldmühle zugehörig, schlossartiger zweigeschossiger Walmdachbau mit breitem Dachhaus und Runderkern mit Kegeldächern, erstes Viertel 20. Jahrhundert | D-2-79-115-58 Wikidata | BW   |

### Friedersdorf
| Lage                       | Objekt                   | Beschreibung                                                        | Akten-Nr.              | Bild |
| -------------------------- | ------------------------ | ------------------------------------------------------------------- | ---------------------- | ---- |
| Friedersdorf 14 (Standort) | Ehemaliges Wohnstallhaus | firstgedrehtes Stockhaus mit Blockbau-Obergeschoss, bezeichnet 1819 | D-2-79-115-33 Wikidata | BW   |

### Georgenschwimmbach
| Lage                             | Objekt                             | Beschreibung                                                                                             | Akten-Nr.              | Bild                               |
| -------------------------------- | ---------------------------------- | --- | ---------------------- | ---------------------------------- |
| Georgenschwimmbach 20 (Standort) | Katholische Filialkirche St. Georg | kleiner Saalbau mit eingezogenem Chor und Dachreiter, 14./15. Jahrhundert, barockisiert; mit Ausstattung | D-2-79-115-36 Wikidata | Katholische Filialkirche St. Georg |

### Loitersdorf
| Lage                      | Objekt                                | Beschreibung | Akten-Nr.              | Bild                                  |
| ------------------------- | ------------------------------------- | --- | ---------------------- | ------------------------------------- |
| In Loitersdorf (Standort) | Katholische Filialkirche St. Wolfgang | Saalkirche mit eingezogenem Chor und Dachreiter, südlich Sakristei, 15. Jahrhundert, Langhaus 17. Jahrhundert; mit Ausstattung | D-2-79-115-38 Wikidata | Katholische Filialkirche St. Wolfgang |

### Ödgarten
| Lage                     | Objekt     | Beschreibung                                                          | Akten-Nr.              | Bild |
| ------------------------ | ---------- | --------------------------------------------------------------------- | ---------------------- | ---- |
| Nähe Ödgarten (Standort) | Wegkapelle | kleiner Bau mit weitem Dachüberstand, zweites Viertel 19. Jahrhundert | D-2-79-115-41 Wikidata | BW   |

### Oed
| Lage             | Objekt  | Beschreibung                                                                                                   | Akten-Nr.              | Bild |
| ---------------- | ------- | --- | ---------------------- | ---- |
| Oed 1 (Standort) | Kapelle | kleiner Bau mit vorgezogenem Satteldach und hölzernem Vorbau, 18. Jahrhundert; mit Ausstattung; beim Einzelhof | D-2-79-115-40 Wikidata | BW   |

### Rampoldstetten
| Lage                         | Objekt                                | Beschreibung | Akten-Nr.              | Bild |
| ---------------------------- | ------------------------------------- | --- | ---------------------- | ---- |
| Rampoldstetten 7 (Standort)  | Bauernhaus                            | Flachsatteldachbau mit Blockbau-Obergeschoss und Hochlaube, zweite Hälfte 18. Jahrhundert                                                                                    | D-2-79-115-42 Wikidata | BW   |
| Rampoldstetten 14 (Standort) | Katholische Filialkirche St. Nikolaus | spätromanischer Saalbau mit eingezogenem Chor und Südturm, zweite Hälfte 13. Jahrhundert, barockisiert; mit Ausstattung                                                      | D-2-79-115-45 Wikidata | BW   |
| Rampoldstetten 20 (Standort) | Bauernhaus                            | Satteldachbau mit Blockbau-Obergeschoss und umlaufendem Schrot, zweite Hälfte 18. Jahrhundert, Wirtschaftsteil modern ausgebaut; Riegelbundwerkstadel, Mitte 19. Jahrhundert | D-2-79-115-46 Wikidata | BW   |

### Rieglöd
| Lage                 | Objekt                                     | Beschreibung | Akten-Nr.              | Bild |
| -------------------- | ------------------------------------------ | --- | ---------------------- | ---- |
| Rieglöd 1 (Standort) | Ehemaliges Wohnstallhaus des Dreiseithofes | zweigeschossiger Flachsatteldachbau mit Blockbaugiebel, Giebellaube und Kniestock, im Kern Ende 19. Jahrhundert | D-2-79-115-47 Wikidata | BW   |

### Schaufl
| Lage                 | Objekt                   | Beschreibung                                                                               | Akten-Nr.              | Bild |
| -------------------- | ------------------------ | ------------------------------------------------------------------------------------------ | ---------------------- | ---- |
| Schaufl 1 (Standort) | Firstgedrehtes Stockhaus | Blockbau-Obergeschoss mit Traufschrot und Traidboden, im Kern erste Hälfte 18. Jahrhundert | D-2-79-115-49 Wikidata | BW   |

### Wachlkofen
| Lage                    | Objekt                                    | Beschreibung                                                                              | Akten-Nr.              | Bild |
| ----------------------- | ----------------------------------------- | ----------------------------------------------------------------------------------------- | ---------------------- | ---- |
| Wachlkofen 7 (Standort) | Ehemaliges Bauernhaus eines Dreiseithofes | Satteldachbau mit Blockbau-Obergeschoss und Blockbaugiebel mit Hochlaube, 18. Jahrhundert | D-2-79-115-51 Wikidata | BW   |

### Wettersdorf
| Lage                      | Objekt                                     | Beschreibung | Akten-Nr.              | Bild |
| ------------------------- | ------------------------------------------ | --- | ---------------------- | ---- |
| Wettersdorf 10 (Standort) | Katholische Filialkirche Mariä Heimsuchung | Saalkirche mit Steildach und Dachreiter, 14./15. Jahrhundert; mit Ausstattung                                                                                                | D-2-79-115-52 Wikidata | BW   |
| Wettersdorf 16 (Standort) | Dreiseithof                                | Stockhaus, Obergeschoss-Blockbau mit zwei Schroten mit Brettbalustern, zweite Hälfte 18. Jahrhundert; Riegelbundwerkstadel, 18. Jahrhundert; Blockbaustadel, 19. Jahrhundert | D-2-79-115-53 Wikidata | BW   |

### Witzeldorf
| Lage                     | Objekt                                 | Beschreibung | Akten-Nr.              | Bild                                   |
| ------------------------ | -------------------------------------- | --- | ---------------------- | -------------------------------------- |
| Witzeldorf 16 (Standort) | Katholische Filialkirche St. Margareta | spätromanische Saalkirche mit geradem Chorschluss und Südturm, zweite Hälfte 13. Jahrhundert, in der Barockzeit erhöht; mit Ausstattung | D-2-79-115-55 Wikidata | Katholische Filialkirche St. Margareta |

## Ehemalige Baudenkmäler
In diesem Abschnitt sind Objekte aufgeführt, die früher einmal in der Denkmalliste eingetragen waren, jetzt aber nicht mehr. Objekte, die in anderem Zusammenhang – also z. B. als Teil eines Baudenkmals – weiter eingetragen sind, sollen hier nicht aufgeführt werden. Aktennummern in diesem Abschnitt sind ehemalige, jetzt nicht mehr gültige Aktennummern.

| Lage                                               | Objekt                              | Beschreibung | Akten-Nr.              | Bild             |
| -------------------------------------------------- | ----------------------------------- | --- | ---------------------- | ---------------- |
| Frontenhausen Klostergasse 15, 19 (Standort)       | Doppelhaus                          | zweigeschossiger Satteldachbau mit verputztem Blockbau-Obergeschoss, Anfang 19. Jahrhundert | D-2-79-115-18 Wikidata | Doppelhaus       |
| Altenkirchen Altenkirchen 9 (Standort)             | Bauernhaus                          | zweigeschossiger Massivbau mit Satteldach, Blockbau-Kniestock und Blockbau-Giebel mit Hochlaube, drittes Viertel 18. Jahrhundert | D-2-79-115-27 Wikidata | BW               |
| Georgenschwimmbach Georgenschwimmbach 6 (Standort) | Bauernhaus                          | mit mittelsteilem Satteldach, Giebellaube und Traufseitschrot, Blockbau-Obergeschoss, zweites Viertel 19. Jahrhundert | D-2-79-115-34 Wikidata | BW               |
| Witzeldorf Witzeldorf 2 (Standort)                 | Wohnhaus der ehemaligen Witzelmühle | zweigeschossiger Flachsatteldachbau mit farbigen Backsteinornamenten und umlaufendem Fries, um 1870; ehemaliges Gesindehaus mit Stallungen, zweigeschossiger geschlämmter Backsteinbau mit Flachsatteldach und Backsteinornamentik, hakenförmig angeschlossener Stadel, um 1870 | D-2-79-115-54 Wikidata | BW               |
| Witzeldorf Oberfeld (Standort)                     | Heiligenhäuschen                    | 18./19. Jahrhundert; am westlichen Ortsrand | D-2-79-115-57 Wikidata | Heiligenhäuschen |